# جورج غوبي فينيبج
جورج غوبي فينيبج (23 أكتوبر 1988 في فرنسا - ) (بالفرنسية: Georges Gope-Fenepej)‏ هو لاعب كرة قدم فرنسي في مركز الهجوم. شارك مع منتخب كاليدونيا الجديدة لكرة القدم. أما مع النوادي، فقد لعب مع نادي أميين ونادي بولون ونادي تروا ونادي ماجينتا.

## وصلات خارجية
- جورج غوبي فينيبج على موقع الاتحاد الدولي (مؤرشف)  (الإنجليزية)
- جورج غوبي فينيبج على موقع قاعدة بيانات كرة القدم.إي يو (الإنجليزية)
- جورج غوبي فينيبج على موقع بيانات كرة القدم. دي إي (الألمانية)
- جورج غوبي فينيبج على موقع ليكيب (الفرنسية)
- جورج غوبي فينيبج على موقع ناشيونال فوتبول تيمز (الإنجليزية)
- جورج غوبي فينيبج على موقع Soccerway.com (الإنجليزية)
- جورج غوبي فينيبج على موقع عالم كرة القدم.نت (الإنجليزية)
- جورج غوبي فينيبج على موقع AS.com (الإسبانية)